# Anadara natalensis

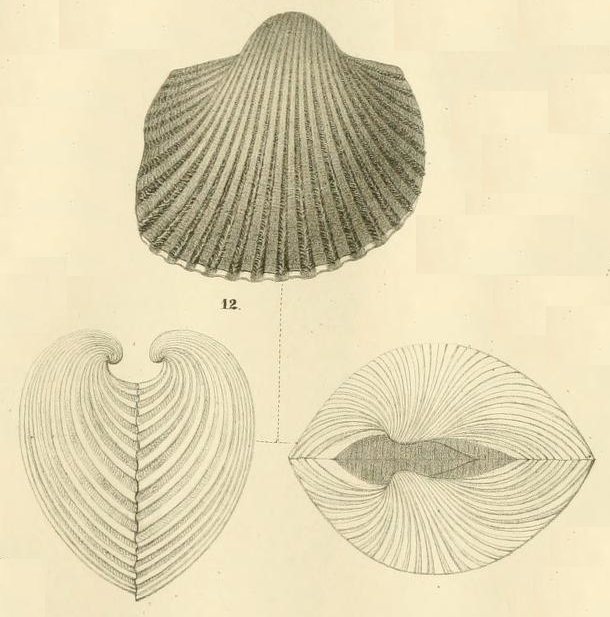
Anadara natalensis (Originalabbildung von Krauss, 1848, Taf. 1, Fig. 12)

Anadara natalensis ist eine Muschel-Art aus der Familie der Archenmuscheln (Arcidae) in der Ordnung der Arcida. Das Verbreitungsgebiet der Art ist der westliche Indische Ozean einschließlich von Persischem Golf und Rotem Meer. Die Art ist ein Lessepsscher Einwanderer im östlichen Mittelmeer. Bereits 1935 wurde sie an der Küste Palästinas nachgewiesen.

## Merkmale
Das deutlich ungleichklappige, stark geblähte Gehäuse hat eine maximale Länge von 50 mm (bis 55 mm). Sie ist etwas länger als hoch bis sogar etwas höher als lang. Krauss gibt ein Verhältnis von Länge zu Höhe zu Dicke von 23:20,5:18 an, Kobelt ein Verhältnis von 50:46:40. Die linke Klappe ist größer als die rechte Klappe, sie ragt am Ventralrand deutlich über die rechte Klappe. Es ist aber nur leicht ungleichseitig, die Wirbel befinden sich nur wenig vor der Mittellinie des Gehäuses. Die Wirbel sind leicht nach vorne eingerollt. Sie stehen von oben betrachtet weit auseinander. Das Gehäuse ist im Umriss trapezoidal. Der Dorsalrand ist lang und gerade. Das vordere Ende des Dorsalrandes geht flachwinklig in den flach gerundeten Vorderrand über. Der hintere Dorsalrand geht im in einem weniger flachen bis fast rechten Winkel in den sehr flach gewölbten oder fast geraden Hinterrand über. Ein schwach angedeuteter Kiel zieht sich vom Wirbel zur hinteren unteren schwach gewinkelten Gehäuseecke. Der Ventralrand ist weit gerundet.
Das Ligament liegt extern vor und hinter den Wirbel. Es zeigt nur wenige winklige Strukturen und nimmt fast die gesamte Area ein. Auf der schmalen, taxodonten Schlossplatte sitzen bis zu 50 senkrecht gestellte Zähnchen. Sie sind in der Mitte sehr klein und werden zum Vorder- und Hinterende hin allmählich größer. Mit der Größenzunahme divergieren sie zunehmend nach außen.
Die aragonitische, schmutzigweiße Schale ist dick, festschalig und schwer. Die Ornamentierung besteht aus 27 bis 30 glatten, radialen Rippen, wobei die Zwischenräume zwischen den Rippen geringfügig schmaler sind als die Rippen selber. Die Rippen sind undeutlich quer gefurcht. Sie sind auf dem vorderen und mittleren Gehäuseteil kantig, zum hinteren Gehäuseteil werden sie zunehmend runder. Das braune Periostrakum besteht aus feinen Lamellen oder Schuppen. Der innere Gehäuserand ist mit den äußeren Rippen korrespondierend stark gekerbt. Die innere Gehäuseseite ist schneeweiß.

## Geographische Verbreitung, Lebensraum und Lebensweise
Das Verbreitungsgebiet von Anadara natalensis erstreckt sich von Südafrika, entlang der Küste Ostafrikas bis ins Rote Meer, um die Arabische Halbinsel zum Persischen Golf. Sie kommt auch in den Gewässer um Madagaskar und Mauritius vor.
1935 wurde sie erstmals an der Küste des damaligen Palästina nachgewiesen. Heute reicht das Verbreitungsgebiet im östlichen Mittelmeer bis in die südöstliche Türkei.
Die Tiere bevorzugen schlammige oder sandig-schlammige Böden im flachen Wasser, im Mittelmeer bis etwa 55 Meter Wassertiefe.

## Taxonomie
Das Taxon wurde 1848 erstmals von Ferdinand Krauss als Arca natalensis publiziert. Es wird heute allgemein akzeptiert zur Gattung Anadara Gray, 1857 gestellt. Ein jüngeres Synonym ist Scapharca jickelii Jickeli, 1882.